# Glinno (wieś w województwie łódzkim)
Glinno – wieś w Polsce, położona w województwie łódzkim, w powiecie sieradzkim, w gminie Warta. Leży nad wschodnim skrajem tzw. cofki zbiornika Jeziorsko.
Wieś królewska w tenucie warckiej w powiecie sieradzkim województwa sieradzkiego w końcu XVI wieku. W latach 1975–1998 miejscowość administracyjnie należała do województwa sieradzkiego.
Na terenie wsi znajduje się kaplica należąca do parafii pw. św. Stanisława BM w Brodni.

## Historia
Wzmiankowana w dokumentach od 1265 r. Archeolodzy zidentyfikowali tu osadę (na łąkach) z okresu rzymskiego (I-IV w n.e.), cmentarzysko z okresu halsztackiego (600 lat p.n.e.) i stanowisko z okresu wczesnośredniowiecznego (w miejscu zniszczonego kościoła).
Od 1494 r. wieś była królewszczyzną, wcześniej – własnością rycerską. Od 1856 r. ustanowiono tu majorat rosyjskiego gen. A. Pleszczejewa. Już w XVI wieku był tu kościół parafialny, później filialny parafii Brodnia. Ostatni, drewniany kościół św. Wita i Modesta, ufundowany przez Jakuba Głowaczewskiego w 1734 r. został uszkodzony w czasie ciężkich walk o Glinno w dniach 4-5 września 1939 r., a następnie rozebrany w 1943 r.
W wojnie 1939 r. po stronie polskiej walczył tu 28 Pułk Strzelców Kaniowskich z Łodzi i część Kresowej Brygady Kawalerii, a po stronie niemieckiej 24 Dywizja Piechoty z Chemnitz i 30 Dywizja Piechoty z Lubeki.

## Zabytki
Na zboczu rozległej doliny Warty widoczne sześć polskich schronów bojowych dla obsługi ciężkich karabinów maszynowych. Na jednym z nich (przy końcu drogi polnej łączącej pd. skraj wsi z zalewem) tablica ufundowana w 1997 r. z napisem: „Tu zginęli żołnierze Armii Krajowej w walce z najeźdźcą niemieckim dnia 21 I 1945 r. Jan Pawlik ps. „Brzoza”, lat 42, Stanisław Pawlik, lat 20. Mieszkańcy wsi Glinno”.
Na miejscowym cmentarzu dwie mogiły kryjące szczątki ok. 200 polskich żołnierzy. Obok pomnik z wyobrażeniem trzech bagnetów, wykonany staraniem gminy w 1973 r., odrestaurowany i ponownie odsłonięty w 1996 r.